# Sfântu Gheorghe (Tulcea)
Sfântu Gheorghe è un comune della Romania di 867 abitanti, situato allo sbocco dell'omonimo ramo meridionale del Delta del Danubio. Amministrativamente fa parte del distretto di Tulcea, nella regione della Dobrugia.

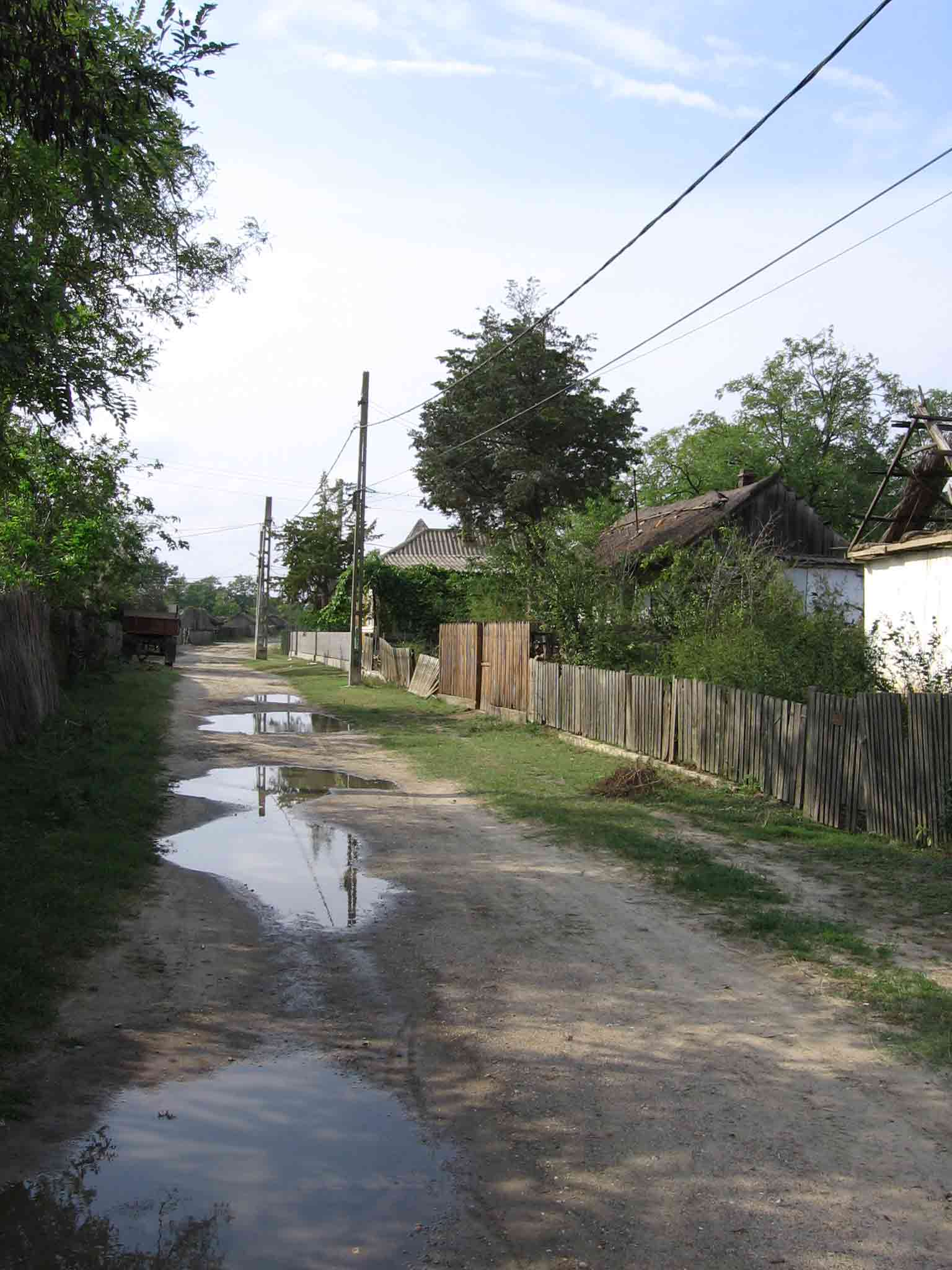
Una strada del paese